# Maybelline
Maybelline é uma empresa estadunidense e uma marca de cosméticos que pertence desde 1996 à empresa multinacional francesa L'Oréal.

## História

### Década de 1910
Em 1915, a "Maybelline Company" foi fundada por T.L. Williams. Era um negócio de família. A irmã de Williams, Maybel, foi quem o inspirou a dar este nome à empresa, já que foi dela que teve a ideia de produzir e vender produtos de maquiagem que fossem práticos de utilizar. De facto, Thomas pretendia ajudar a irmã a reconquistar o marido, após este a ter-se apaixonado por outra mulher. Em 1917, a Maybelline lançou a "Maybelline Cake Mascara", o primeiro cosmético para os olhos para uso diário. Era composto por vaselina e pó de carvão. Assim, nasceu o nome Maybelline: Mabel (nome da sua irmã) + vaselina. O cosmético era, inicialmente, apenas vendido por correio. No entanto, o produto fez tanto sucesso que começou a ser pedido pelas senhoras nas drogarias e mercearias.

### Década de 1920
Nesta década apenas merece destaque o facto de a Maybelline ter começado a produzir sombras para os olhos.

### Década de 1930
Para que a empresa pudesse responder à procura cada vez mais crescente pelos seus produtos, distribuiu-os a mais lojas, como drogarias. As sombras para os olhos e os recém-lançados lápis-de-olho eram bastante conhecidos. A Maybelline também lançou um pack de máscara que era vendido a apenas 10 cêntimos.

### Década de 1960
A Maybelline lançou a "Ultra Lash", a primeira máscara à prova de água, que vinha dentro de um tubo. Foi a primeira máscara destinada ao grande público. Em 1967 a "Plough Inc." comprou a Maybelline e, em 1969, os executivos da empresa deslocaram-se para a sede da "Plough", dona da Maybelline, e começaram a pensar num plano de fabricação e distribuição.

### Década de 1970
A Maybelline lançou novos cosméticos para as áreas do rosto, lábios e unhas. Em 1971 a empresa "Plough" passou a chamar-se "Schering-Plough Corporation" e é lançada a "Great Lash", uma máscara resistente à água e, até hoje continua a ser a máscara mais vendida no mercado. Em 1975, a Maybelline abriu uma loja em North Little Rock, Arkansas, empregando inicialmente 350 pessoas.

### Década de 1980
Em 1983, é posto à venda o "Shine Free Oil Control", exclusivamente para mulheres com pele oleosa. É uma das primeiras do género. Com este produto, a pele conseguia manter-se fresca e com um ar natural durante todo o dia, sendo a oleosidade controlada.

### Década de 1990
Em 1990, a Maybelline foi adquirida pelo grupo de investidores "Wasserstein Perella & Co." e, no ano seguinte, lança o slogan "Maybe she’s born with it. Maybe it’s Maybelline" ("Talvez ela tenha nascido com isso. Talvez seja Maybelline.". Este slogan exprime a ideia de que a beleza de cada mulher deve ser revelada e, foi e ainda é um grande sucesso para a marca, sendo reconhecido por todo o mundo. Em 1996, a "L'Oréal USA, Inc." comprou a Maybelline. Assim, a sede da empresa foi redireccionada para Nova Iorque. Esta nova parceria estimulou a Maybelline, para que criasse produtos com a mais avançada tecnologia.

### Década de 2000
Em 2000, a Maybelline tornou-se na empresa de cosméticos número 1 dos Estados Unidos. Em 2001, foi lançado o "Wet Shine Wet Look Lipcolor", que dava um brilho nos lábios, como se estivessem molhados. O produto teve óptimas vendas por todo o mundo. No ano seguinte, a Maybelline tornou-se na empresa de cosméticos número 1 no mundo. Em 2004, a empresa muda o nome para "Maybelline New York". 

## A empresa hoje
Actualmente, a Maybelline está presente em mais de 90 países pelo mundo e os seus produtos são distribuídos em todos os tipos de superfícies comerciais. O objectivo da empresa é fazer com que as mulheres se sintam mais bonitas e femininas e é por isso e pela avançada tecnologia e pesquisa na hora de elaborar os seus produtos, que a Maybelline é a marca de cosméticos número um do mundo.